# Grand Prix du Portugal
Der Grand Prix du Portugal war ein portugiesisches Straßenrad-Etappenrennen.
Der Grand Prix Portugal wurde im Jahr 2007 zum ersten Mal ausgetragen, war Teil der UCI Europe Tour und war in die UCI-Kategorie 2.Ncup eingestuft. Es war außerdem Teil des Rad-Nationencups der Männer U23 und es waren ausschließlich Fahrer der U23-Klasse startberechtigt. Das Rennen fand jährlich im März oder April statt.

## Siegerliste
| Jahr | Sieger          | Zweiter         | Dritter           |
| 2007 | Vítor Rodrigues | Tiago Machado   | Gašper Švab       |
| 2008 | Vítor Rodrigues | Anthony Roux    | Rein Taaramäe     |
| 2009 | Sergio Henao    | Ricardo Vilela  | Rasmus Guldhammer |
| 2010 | Tom Dumoulin    | Nélson Oliveira | Grégory Brenes    |